# Esquirol

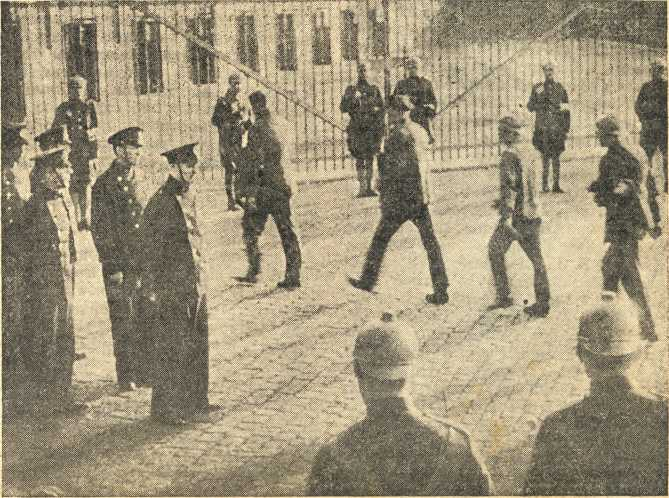
Fotograma de la película de 1933 El desertor (Дезертир), de Vsévolod Pudovkin: esquiroles acudiendo al trabajo.

Un esquirol (en España, y Colombia), rompehuelgas (en el resto de Hispanoamérica), amarillo (en Perú), carnero (en Uruguay, Argentina, y Paraguay) o crumiro (en Chile) es una persona que acepta trabajar en una empresa cuyos trabajadores suspenden su actividad y se declaran en huelga; esto es, que decide no cumplir con la huelga y desarrollar con normalidad la jornada laboral.
El normal cumplimiento de sus obligaciones laborales (trabajando en su puesto habitual con independencia de la huelga) puede deberse a distintos motivos: por no compartir las reivindicaciones de los convocantes de la huelga, por estar coaccionados por los patrones bajo amenaza de algún tipo, para poder cobrar su salario—que perdería en caso de acudir a la huelga—o simplemente al haber sido contratado ex profeso por la patronal después del estallido de la huelga por parte de los trabajadores ordinarios.
En el caso de una huelga general, que es aquella que afecta a todo el Estado, se llama esquirol a aquel que no la secunda, ya sea por motivos políticos o económicos. No incumbe simplemente a los empleados, sino que también se le llama esquirol al empresario que abre su empresa o negocio y trabaja con normalidad, independientemente de las causas por las que no haya secundado la huelga.[cita requerida]

## Etimología

### Esquirol

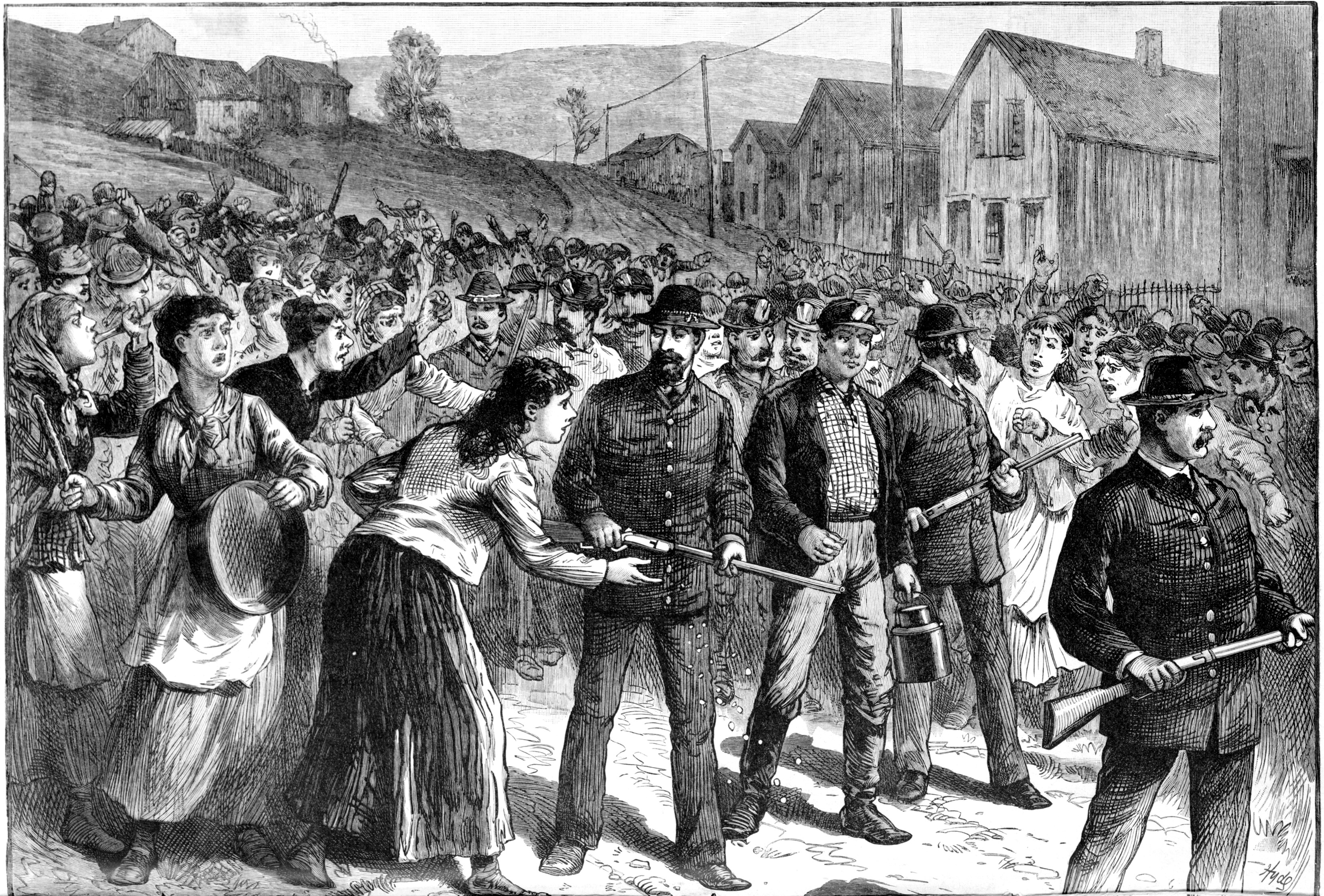
Agentes de la Agencia Pinkerton rompen una huelga minera en Ohio, Estados Unidos (1884).

Esquirol es una palabra catalana/valenciana que significa 'ardilla'. L'Esquirol es también el nombre en catalán del municipio Santa María de Corcó en la Provincia de Barcelona, de donde procedería, según la versión de diversas fuentes respaldadas por el artículo correspondiente a la voz de la edición digital del Diccionario de la Real Academia Española, un numeroso contingente de obreros que, a finales del siglo XIX, ocupó los puestos de trabajo de los de Manlleu durante una huelga.
Esta es también la versión del industrial manlleuense Rafael Puget, quien en sus memorias, reproducidas por Josep Pla en Un senyor de Barcelona (1945), remite el hecho a una de las primeras huelgas de Cataluña y, muy probablemente, de España.
Otras versiones sostienen, sin embargo, que el uso como apodo de esquirol es más antiguo, puesto que hunde sus raíces en el proceso de formación del más embrionario asociacionismo obrerista catalán y precede, incluso, a la figuración de la huelga como instrumento de lucha del mismo.
Esta versión está respaldada por documentos periodísticos que probarían que, ya en 1841, en la localidad barcelonesa de Igualada y en el contexto de los conflictos suscitados por la implantación de la Sociedad de Protección Mutua de Tejedores de Barcelona, se aplicaba el apodo esquirol a los tejedores no asociados, frente a los asociados apodados moros.

### Carnero
La utilización de la palabra "carnero" para referirse a los esquiroles deviene de una de las versiones de un antiguo proverbio español: "El carnero encantado, que fue por lana y volvió trasquilado". Existen testimonios fotográficos de 1904, en Argentina, del uso extendido de la expresión.

### Crumiro
En los países de Sudamérica se utilizaba el término crumiro, incorporado del italiano en el contexto del movimiento obrero de comienzos del siglo XX para referirse a los rompehuelgas. Hoy en día el término es obsoleto, mientras siguen usándose rompehuelgas y carnero. A su vez, procede del francés kroumir, con el sentido de miembro de un grupo de tribus tunecinas caracterizadas por su barbarie, aunque en la actualidad esta acepción ha quedado en desuso. Finalmente, kroumir es el resultado de la adaptación del árabe ẖumair (خمير), donde la ẖ queda transcrita por kr y la ai queda elevada a i debido al fenómeno de la imala, una característica del árabe magrebí.
En la actualidad, tanto crumiro en italiano como kroumir en francés designan también al natural de la región tunecina de Krumiria, conocida por sus abundantes precipitaciones.

## Servicios mínimos
Se considera también esquirol a quien trabaja para poner en funcionamiento los servicios mínimos prescritos por la ley en algunos países. Esta persona actúa según lo establecido por la autoridad laboral gubernativa y los patronos, ya que casi nunca patronos y sindicatos convocantes de las huelgas pactan servicios mínimos con los que estén de acuerdo ambas partes.
Además, se llama esquirol a aquellos que se esconden en el momento de reclamar algo y luego se benefician de los resultados positivos. 